# Lindisfarne
Lindisfarne, detta "isola santa" (in inglese: Holy Island) è un'isola tidale che si trova al largo della costa nord-orientale d'Inghilterra e che è unita al Northumberland da una strada sopraelevata. Per due volte al giorno è isolata dalle maree. In base al censimento del 2011, la popolazione era di 180 abitanti.

## Origini del nome

### Nome
Le versioni della Cronaca anglosassone della Cronaca di Parker e della Cronaca di Peterborough alla voce del 793 utilizzano il termine in inglese antico Lindisfarena per indicare l'isola di Lindisfarne.
Nell'Historia Brittonum del IX secolo, l'isola appare con il suo nome in antico gallese, Medcaut. Il filologo Andrew Breeze (grazie al suggerimento di Richard Coates) propone la derivazione del nome dal latino medicata [insula] (in inglese: healing [island]) probabilmente grazie alla reputazione dell'isola correlata ad erbe officinali.
Il soprannome "isola santa" era usato nel XI secolo quando appariva in lingua latina come "insula sacra" in riferimento ai santi Aidano e Cuthbert.
Il termine Lindisfarne è invariabilmente utilizzato per riferirsi all'insediamento monastico prima della conquista, alle rovine della prioria e al castello.
Recentemente, il nome isola santa di Lindisfarne viene usato per promuovere l'isola come destinazione turistica e di pellegrinaggio.

### Etimologia
Il termine Lindisfarne ha un’origine incerta. La parte finale -farne potrebbe derivare dall’inglese antico – fearena, che significa "viaggiatore". La parte iniziale della parola, Lindis-, potrebbe riferirsi alle persone provenienti dal Regno di Lindsey nell'attuale Lincolnshire, in riferimento a visitatori abituali o ai coloni. Un’altra possibilità è che Lindisfarne abbia un’origine brittonica, dal momento che possiede l’elemento Lind-, che significa "ruscello" o "laghetto" (in gallese llyn) con il morfema nominale -as(t) e un elemento sconosciuto identico a quello presente nel nome delle isole Farne. Ulteriore suggerimento è che il nome sia di completa formazione irlandese, formata dal corrispondente *lind-is-, più -fearann che significa "terra", "dominio", "territorio". Nonostante ciò, questa composizione irlandese, potrebbe essere basata su un nome brittonico preesistente.

## Storia
La storia dell'isola è a lungo stata legata all'abbazia fondata da sant'Aidano attorno al 635. Lindisfarne divenne la base dell'evangelizzazione dell'Inghilterra settentrionale e la sede abbaziale fu eretta a sede vescovile.
L'8 giugno 793 un'incursione vichinga, la prima registrata nei documenti storici, sconvolse profondamente la vita dell'isola: i monaci fuggirono e nel 1000 il vescovado fu trasferito a Durham. Il priorato fu ristabilito nel periodo normanno come fondazione benedettina, fino a quando fu soppressa nel 1536 da Enrico VIII.

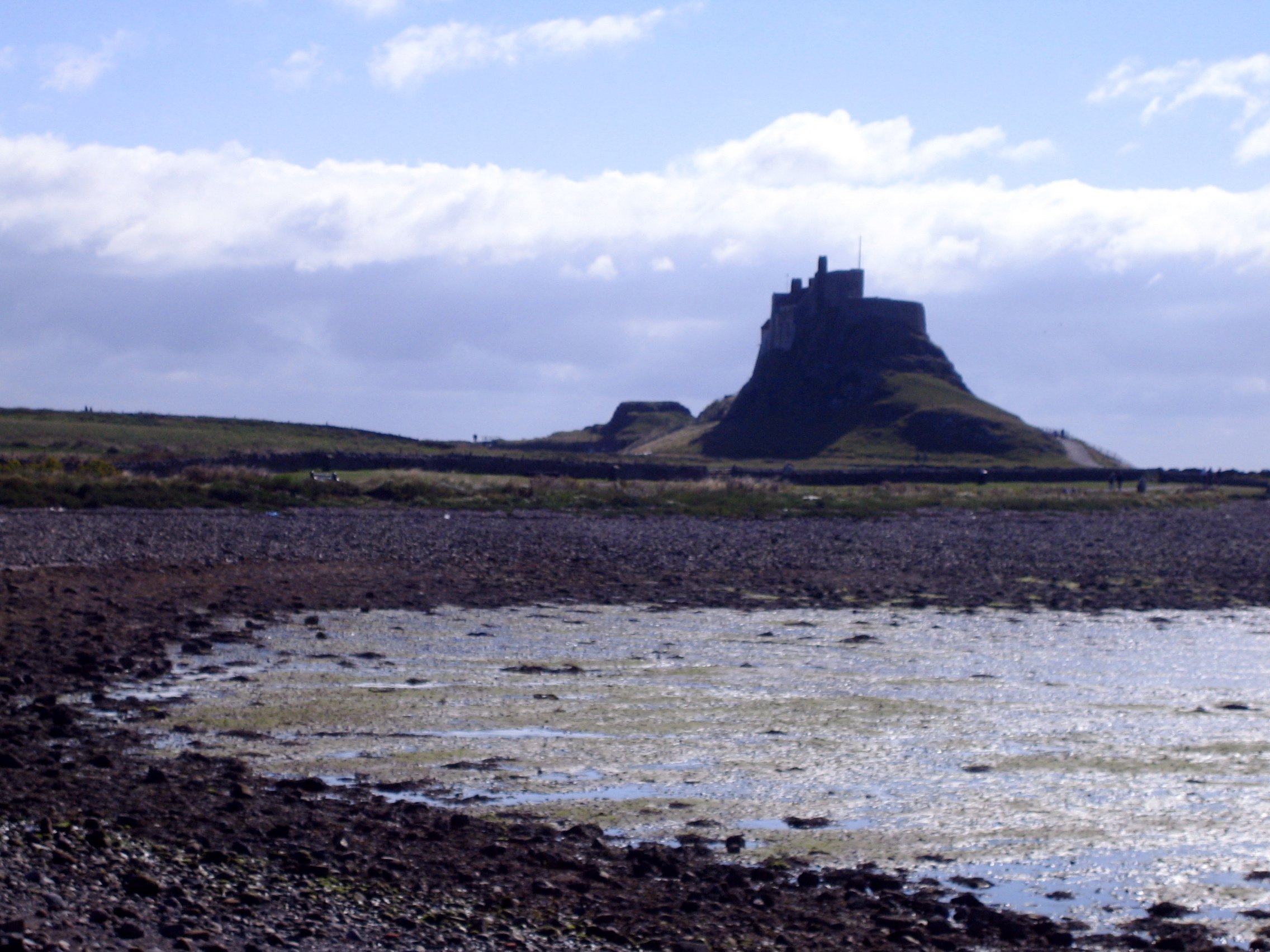
Castello di Lindisfarne

### XXI secolo
Lindisfarne fu una comunità di pescatori per molti anni, con anche un'agricoltura e una produzione di calce di una certa rilevanza. Il turismo divenne importante nel corso del XX secolo. L'isola è nota per i suoi sandwich di granchio. Nel XXI secolo è divenuta il centro del revival della cristianità celtica nell'Inghilterra settentrionale. E a seguito di ciò, Lindisfarne si è trasformato in un importante centro di ritiro spirituale. L'isola santa è stata considerata una delle meraviglie del nord del paese e l'Evangeliario di Lindisfarne è tra i tesori della Britannia. Inoltre, è sede del Lindisfarne National Nature Reserve.

## Monumenti e luoghi d'interesse
- Abbazia di Lindisfarne
- Castello di Lindisfarne

## Cultura
- La Comunità di Lindisfarne è una rete di persone, comunità, chiese e gruppi riuniti dall'idea del "nuovo monachesimo".

- I Lindisfarne sono un gruppo musicale folk, particolarmente famosi negli anni sessanta e settanta.
- Nel 1965, sull'isola di Lindisfarne e nel relativo castello è stato girato il film Cul-de-sac di Roman Polański.

- Nel 1972 il poeta William Irwin Thompson chiamò la sua associazione Lindisfarne dopo esser stato sull'isola.

- L'abbazia di Lindisfarne è il luogo dove si svolge il secondo episodio della prima stagione di Vikings (2013); proprio dell'abbazia di Lindisfarne fa parte uno dei protagonisti della serie, Athelstan (George Blagden).
- L'isola è uno dei luoghi presenti nel film horror 28 anni dopo.

## Economia

### Turismo
Il turismo è cresciuto costantemente nel XX secolo e l’isola di Lindisfarne è oggi una meta popolare per i visitatori. I turisti che rimangono sull’isola mentre è isolata grazie all'alta marea possono far esperienza di tranquillità, dal momento che molti escursionisti lasciano l’isola prima che la marea si alzi. Quando vi è bassa marea, è possibile camminare sulla sabbia seguendo un antico percorso conosciuto con il nome di Strada dei Pellegrini (dopo aver controllato le norme di sicurezza). Questo percorso è segnalato da pali e da piccoli rifugi per turisti lontani dalla costa o che hanno iniziato l’attraversamento troppo tardi. L’isola di Lindisfarne è circondata dalla Riserva Naturale Nazionale di Lindisfarne di 8 750 acri (3 540 ettari) la quale attrae appassionati di birdwatching. La posizione prominente dell’isola e il vario habitat che la compone la rende particolarmente allettante per stanchi uccelli migratori, difatti nel 2016 sono state registrate sull’isola 330 diverse specie di uccelli.